# شاطئ بورتو دا بارا

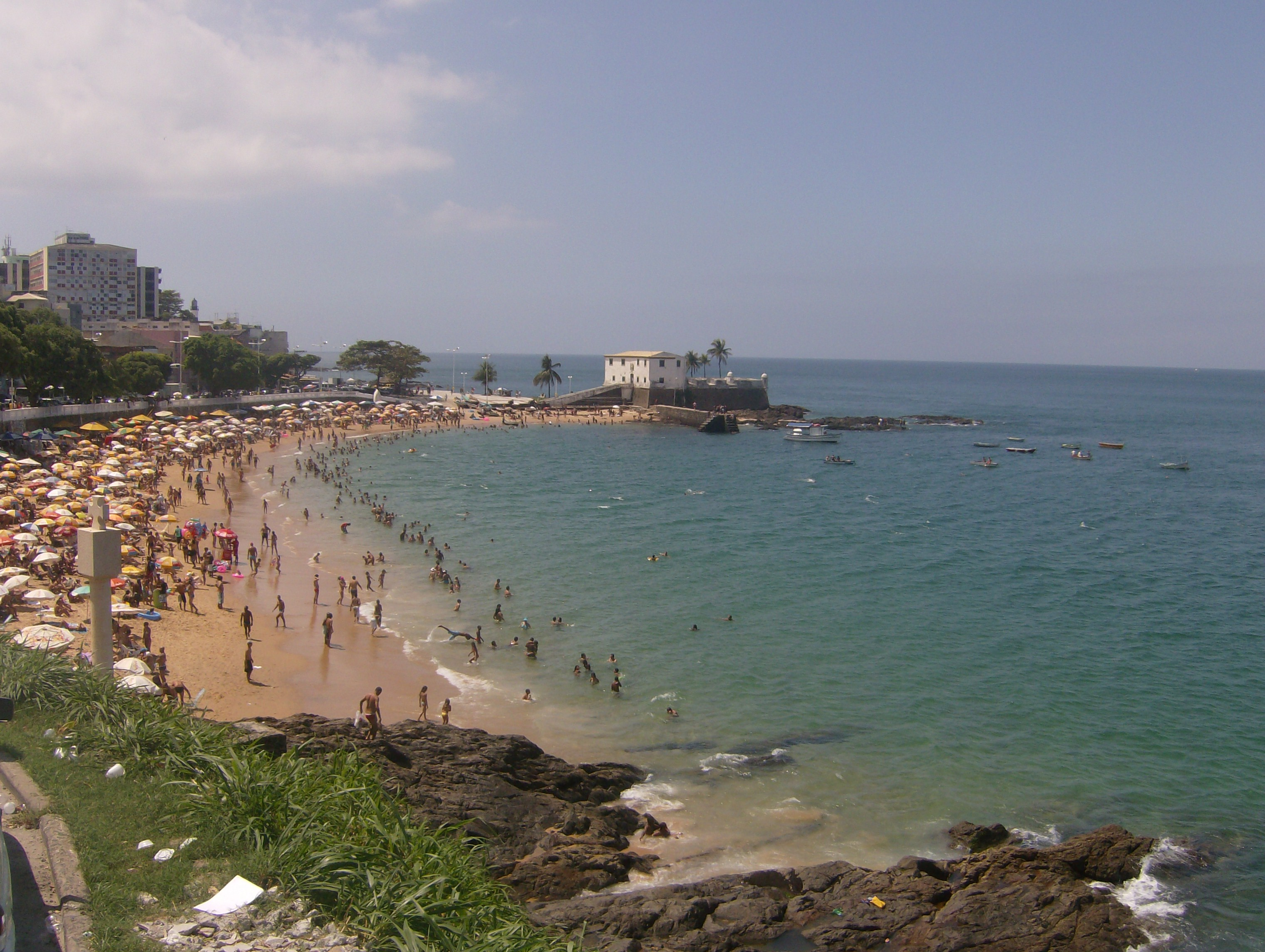
منظر من شاطئ بورتو دا بارا

يقع شاطئ بورتو دا بارا في حي بارا في مدينة سالفادور، البرازيل. يقع عند مدخل خليج جميع القديسين (بالبرتغالية: Baía de Todos os Santos‏)، مع حصن صغير أبيض استعماري في أحد الطرفين وكنيسة بيضاء على تل في الطرف الآخر.
كشاطئ في الخليج، وفإن ماءه هادئ (نظرا لكونها ثالث أكبر مدينة في البرازيل). وفي بلد يمتد على الساحل الشرقي للشرق بأكثر من 7000 كم، تعتبر بورتو دا بارا أحد الواجهات القليلة التي تواجه الغرب، ويمكن رؤية غروب الشمس من هناك.
كانت بورتو دا بارا موقع أول مستوطنة في باهيا الأوروبية، فيلا فيلها، أو «القرية القديمة».